# Tagged Image File Format
TIFF （ティフ、Tagged Image File Format）は、ビットマップ画像の符号化形式の一種である。タグと呼ばれる識別子を使うことによって、様々な形式のビットマップ画像を柔軟に表現できる。

## 概要
TIFFフォーマットは、1986年にマイクロソフトおよびAldus（1994年、アドビに合併）によって開発された画像データフォーマット。画像データを、解像度や色数、符号化方式が異なるものでも様々な形式で一つのファイルにまとめて格納できるため、アプリケーションソフトに依存することがあまり無いフォーマットであると言える。何度かの改訂によって拡張が行われているが、その多くはタグの追加という形を取っており、過去に作られたデータとの互換性に配慮されている。現在主流となっているのはTIFF Revision 6.0（以下TIFF6.0）だが、後に発行されたAdobe PageMaker 6.0 Technical NotesおよびAdobe Photoshop Technical Notesなどにより若干の追加および変更がなされている。
かつてFM TOWNS、Macintosh、NeXTでよく利用され、Windows 3.0でDIB (BMP) が標準になるまではWindowsでも標準の画像フォーマットの形式とされていた。白黒2値、グレースケール、および様々なカラー形式（RGB/CMYK）に対応している。しかしあまりにも自由度の高い表現が可能なので、完全な互換性を保つことが難しくなっている。TIFFの規約もすべてのタグをサポートする必要はないと明記し、互換性の問題を低減するためのサブセットが提案されるが、必ずしもその基準は守られない。
TIFFでは、非圧縮、LZW圧縮、ZIP圧縮、連長圧縮の一種であるPackBitsなど様々な圧縮方法が使用可能である。そのほとんどは可逆圧縮法だが、TIFF6.0以降、JPEG圧縮もサポートされた。ファイルサイズを重視する用途では、白黒2値にはG4 (MMR) 圧縮、それ以外にはJPEG圧縮やLZW圧縮が使われることが多い。またDTPや印刷用途などでは非圧縮が使われることもある。LZW圧縮は、GIFと同じく特許上の問題により自由に使えない時期があった（日本では2004年6月20日まで）。
ウェブブラウザではInternet Explorerのバージョン9からTIFFの表示に対応している。
TIFFは画像を編集する中間段階で用いることが下記のような理由で効果的である。
- たいていの編集用ソフトはTIFFフォーマットに対応している
- JPEG圧縮を使わない限り、保存を繰り返しても基本的に画質が劣化しない
- 色に関する制約が非常に少ない（チャンネルあたりの色数として、1/2/4/8/10/12/14/16/32ビット整数や16/32/64ビット浮動小数点数などもサポートしている）

## JPEG圧縮
TIFF6.0で導入されたJPEG圧縮については、仕様上の不備が指摘されており、後に発行されたAdobe Photoshop Technical Notesによって大幅な変更が加えられた。この変更では、従来のTIFF6.0でJPEG圧縮のために定義されていたCompression=6および関連タグを廃止し、代わりに新しくCompression=7およびそれに関連するタグが導入されている。これによって様々な問題点がクリアされ実装も容易になったことから徐々にこの形式への移行が進んでいるが、互換性などの問題から従来のCompression=6も引き続き使われている。なおCompression=6ではタグの記述方法が難解なことなどから、TIFF6.0の仕様にさえも準拠せず独自の解釈でエンコード/デコードを行うアプリケーションソフトウェアも少なくない。そのため、JPEG圧縮のTIFFファイルの中には著しく互換性の低いものがある。

## マルチページ
ひとつのファイルの中に複数の画像を格納したマルチページファイルを構成できるのもTIFFの特徴のひとつである。タグ情報はページごとに独立して管理されるため、ページごとに画像のサイズ、圧縮方法、カラー形式などを独立して決めることができる。ページ数自体に制限はないが、あまりにもページ数が多いとTIFFの理論的な上限サイズである4GBに達することがあるため注意が必要である。またアプリケーションソフトウェアによっては2GBまでしかサポートしないものもあるため、2GBを実質的な上限サイズと考えた方がより安全である。
マルチページファイルは、各ページが持っている「次のページ」の先頭へのポインタによって連結された線形リストとして実現されている。ここでいうポインタとは、ファイル先頭から数えたバイト数のことである。同様のポインタは、ファイル上の様々なデータの位置を表すためにも使われている。したがって、複数のTIFFファイルを単純に連結しただけではマルチページファイルにはならないし、逆にマルチページファイルの一部を単純に切り出しても正常なTIFFファイルにはならない。

## ファクシミリでの利用
TIFFフォーマットには、ファクシミリ (FAX) のデータを表現するために、TIFF-Fと呼ばれるプロファイルが RFC 2306 (Tag Image File Format (TIFF) - F Profile for Facsimile) で定義されている。FAX送受信の際に用いる圧縮形式であるMH、MR、MMRなどの符号化方式に対応しているため、送受信データとの間では最小限の変換処理を行うだけでファイル化できる。また、前述したマルチページファイルの機能を利用して、複数ページを1ファイルで表現できるほか、他の多くのイメージファイル形式では表現が困難な、ピクセル縦横比の異なる画像を表現できることなどが利点として挙げられる。
InternetFAX規格のひとつである T.37では、送受信ファイル形式として TIFF-Fを使用することが明示されており、Windows FAX サービスや、その他の T.37ゲートウェイ装置は、TIFFファイルの添付された電子メールメッセージとして受信FAXを転送する。
いっぽう、クラウド利用型のファクシミリ・サービスでは対応が分かれている。日本のNTT東西地域会社が提供する「FAXお知らせメール」サービスではお知らせメールへのファクシミリ・データ添付は行われず、内容を確認するにはブラウザでログインしてTIFFファイルをダウンロードし、TIFFファイルの表示に対応したビューワアプリを利用して閲覧する方式となっている。eFaxではTIFFではなく、PDFファイルを添付したメールとしてFAXを転送する。NTT東日本の提供する「ひかりFAX」アプリ（公開終了）では、受信内容をページ毎に分かれた複数のJPEGファイルに変換して端末内に保存する。